# Raum (Architektur)
Der Begriff Raum bezeichnet im Kontext der Architektur ein „definiertes und begrenztes Gebiet innerhalb eines Gebäudes oder einer Struktur, das für spezifische Nutzungen und Funktionen konzipiert ist“. Raum ist im architektonischen Kontext mehr als nur das physikalische Volumen und wird „durch Wände, Decken und Böden definiert“.

## Begriffe
- Innenraum und Außenraum: 

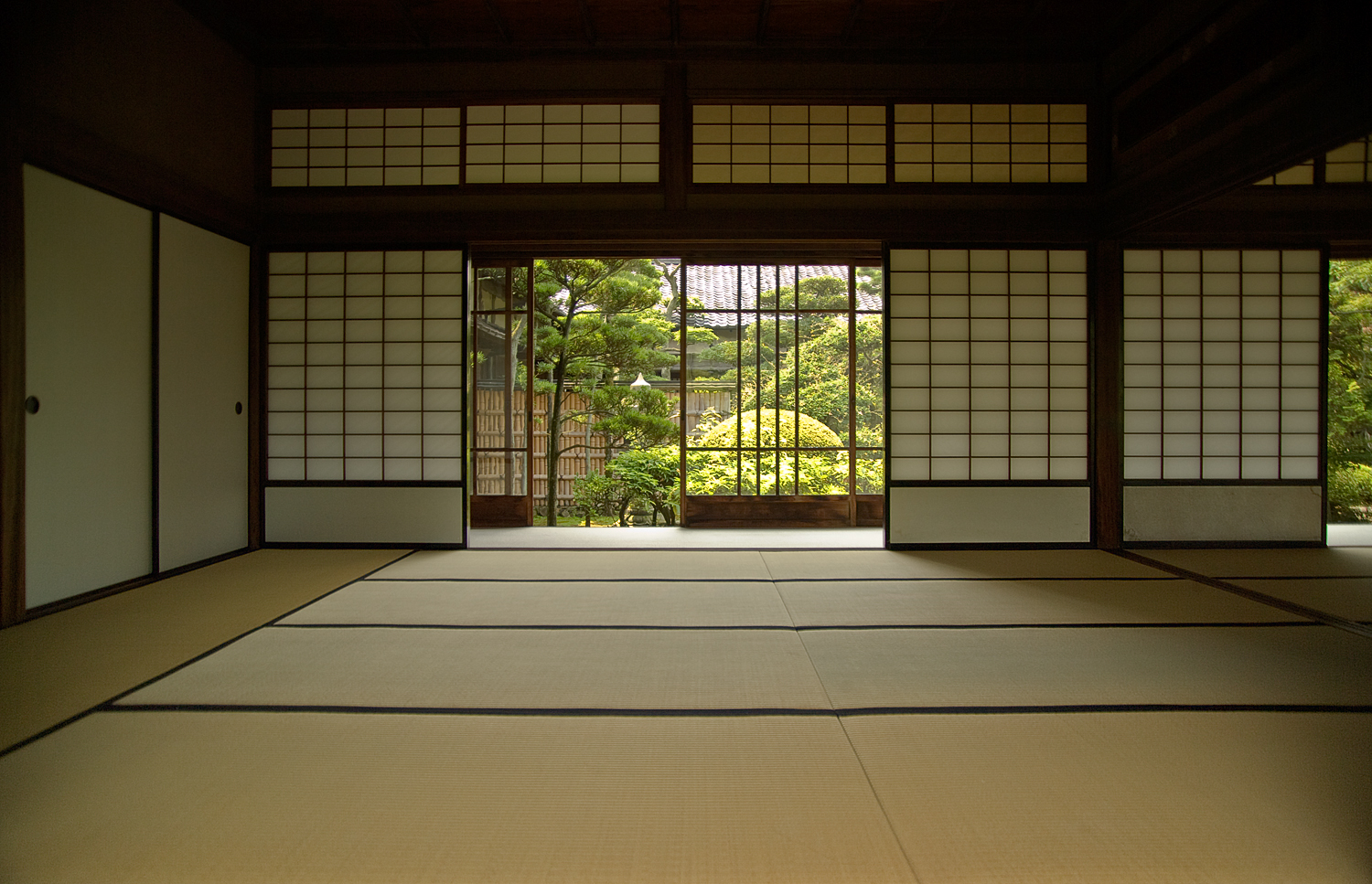
Innenraum (traditionelles japanisches Haus)

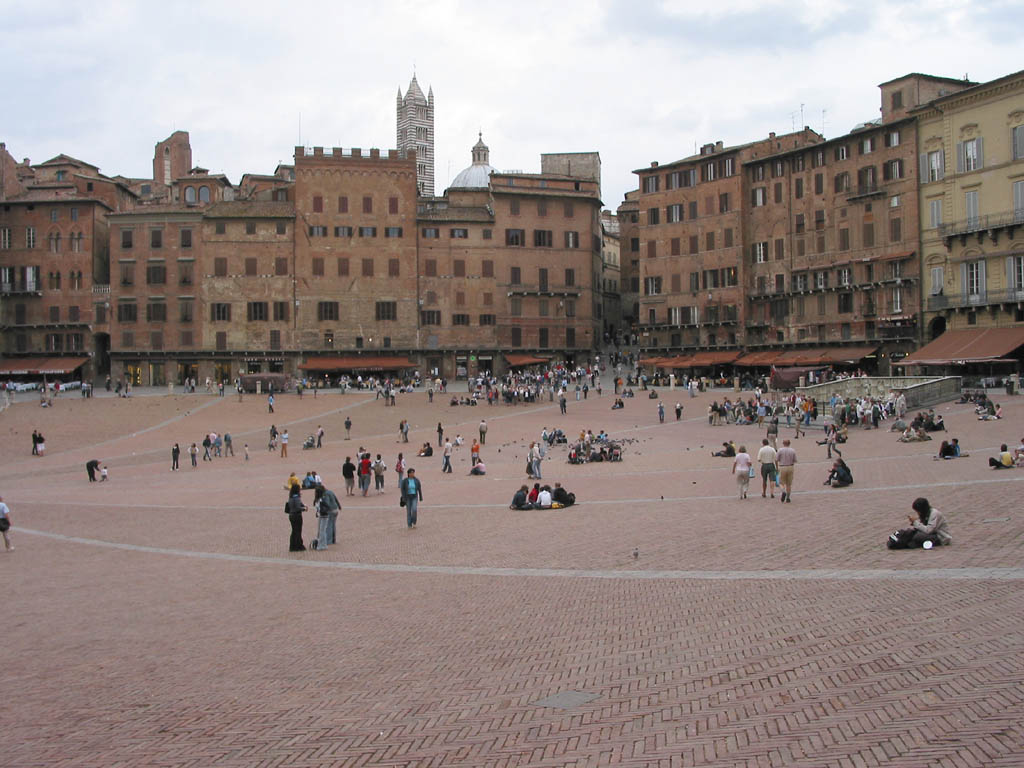
Außenraum, öffentlicher Stadtraum (Piazza del Campo in Siena)

  - Innenräume, die Räumlichkeiten, wie zum Beispiel Foyer, Flur, Zimmer, Halle, der klassische „Zweck“ des Gebäudes.
  - Außenräume (Landschaftsraum, Stadtraum, Straßenraum), in die der architektonische Raum eingebettet ist, und mit dem er in Wechselwirkung tritt.
- Umbaute und nicht umbaute Räume:
  - umbaute Räume, die Kubatur eines Gebäudes, einschließlich der umbauten Freiräume, das Gebäude, wie es als solches in seiner Individualität wahrgenommen wird.
  - nicht umbaute Räume: Freiraum, Naturraum, Landschaftsraum, siehe Landschaftsarchitektur.
- Private und öffentliche Räume:
  - private Räume, insbesondere Wohnräume / Wohnungen, aber auch Hotelzimmer usw.
  - öffentliche Räume, die nicht den Hausnutzern vorbehaltenen Räume um, an und in Gebäuden in Sinne einer Sekundärverwendung und Schnittstelle.
  - halböffentliche Räume: Räume, die einer eingeschränkten Öffentlichkeit zugänglich sind: z. B. Schulen, Gemeinschaftsräume in Wohnhäusern usw.
- Aufenthaltsraum und Abstellraum (der z. B. im Zusammenhang mit dem Wohnungseigentumsgesetz gefordert wird).

Raumbezeichnungen wie Platz, Hof, Garten können in der Architektur sowohl die Rolle des Außenraums wie auch des umbauten Raums einnehmen, oder beides darstellen.

## Raumkonzepte der Architektur
Nicht selten wird die gesamte Architektur über ihre Raum-schaffende Aufgabe definiert. Gerade in der modernen Architektur wird diese Funktion betont. Architektur wird oft in der Dualität von „Raum und Hülle“ gedacht, zumindest wenn sie abgeschlossene Innenräume schafft. 
Häufig werden aber ganz bewusst auch fließende Räume und Übergänge von innen nach außen geschaffen. Die gebaute Architektur tritt als leichte Hülle (z. B. Vorhangfassaden oder leichte Trennwände) hinter der Architektur als umbauten Raum zurück. Durch die Betonung von Raum und (leichter) Hülle verliert das Gebäude dabei oft Massivität und Körperhaftigkeit. Die tragende Konstruktion wird häufig von einem eigenständigen Stützensystem übernommen, so dass die Raumhülle nur noch als leichte membranartige Grenze in Erscheinung tritt.
Ein Stilmittel ist der amor vacui, der „leere Raum“, der etwa allgemein für in den Hintergrund tretende feste Elemente, für schlichte Bauteile und Innenwände, aber auch für ein leer gelassenes Zentrum stehen kann.

## Raumdefinition
In der Baupraxis ist ein architektonischer Raum durch vertikale oder horizontale Elemente definiert. Das können Bauteile wie Mauern, Stützen, Scheiben, Decken oder Fassaden sein. Im Außenraum werden städtebauliche Räume durch Häuser und Gebäudegruppen, aber auch Zäune, Hecken, Bäume, Brücken und Straßen gebildet. 
Die Räume lassen sich zur weiteren Differenzierung in Zonen gliedern. Eine Raumzonierung bzw. Raumteilung soll dabei unterschiedliche Merkmale und Anforderungen der Raumnutzung ermöglichen (öffentlich-privat, hell-dunkel, laut-leise, dienend-bedient, repräsentativ-profan usw.).

## Raumbeziehungen

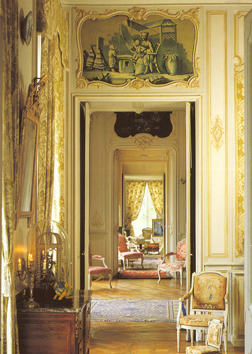
Beziehung von Innenräumen (Beispiel Enfilade)

Durch gezieltes Anordnen von Öffnungen in begrenzenden Bauteilen lassen sich vielfältige Beziehungen zwischen Räumen herstellen. Die wichtigsten sind Sicht- und Blickbeziehungen, es gibt aber auch akustische (sensorische) Verbindungen, in horizontaler/vertikaler Richtung (Galerien, Lufträume), einseitig/beidseitig geöffnet (Spiegelglas), klein-/großmaßstäblich (Stadttor, Türspion) usw.
Mit dem formalen Beschreiben von Raumbeziehungen kann die Komplexität von Architektur analysiert und beschrieben werden. Die Beispiele Addition, Division, Durchdringung, Reihe, Gruppierung zeigen die formale Erfassung über geometrische und mathematische Einheiten und Folgen. Die formale Beschreibung über Geometrie und Mathematik gelingt bei der Architektur der Antike, des Mittelalters, der Renaissance und der Moderne besser als in den organisch-dynamischen Raumbildungen anderer Epochen z. B. des Barocks.
Die Schnittstellen zwischen dem spezifischen architektonische Raum und seiner Umgebung, die der Mensch in seiner Bewegung zwischen Räumen nutzt, nennt man „Erschließung“ (Grundstückserschließung, Gebäudeerschließung).

## Raumwahrnehmung
Wie der Nutzer einen Raum erlebt, hängt nicht nur von räumlichen Faktoren ab. Auch bauphysikalische Eigenschaften wie Temperatur, Wärmeleitfähigkeit, Absorptionsvermögen, haptische Effekte der Oberflächenbeschaffenheit, Reflexionsvermögen, Farbgebung, Textur, Muster, Geruch, Zersetzung, Alterung usw. spielen eine wichtige Rolle. 
Schließlich wird der messbare Raum noch durch den Faktor Mensch selbst sehr unterschiedlich interpretiert und wahrgenommen. Die Wahrnehmung eines Raums kann von soziokulturellen, historischen oder auch ökonomischen Aspekten überlagert sein (Ballungsraum, Bonzenviertel, Künstlerviertel, Studentenviertel, Ghetto, Milieuviertel). Kinder nehmen Räume anders wahr als Erwachsene oder ältere Menschen. Blinde oder gehörlose Menschen haben ebenfalls eine andere Wahrnehmung vom Raum. Auch die Vertrautheit mit Räumen (Geburtshaus, Heimat, Fremde) spielt eine entscheidende Rolle bei der Raumwahrnehmung. Geschlechtsspezifische Differenzierungen kommen ebenfalls nach neusten neurologischen/ wahrnehmungspsychologischen Studien ins Kalkül. Und natürlich der subjektive Erfahrungsschatz eines jeden Menschen selbst, mit dem man Räume ganz individuell begreift, erfährt, empfindet und wahrnimmt (Soziologie, Psychologie).